# سنج علیا
سنج علیا یک روستا در استان خراسان جنوبی ایران است که در شهرستان بشرویه واقع شده‌است.